# Vladimir Nikolaïevitch Kokovtsov
Vladimir Nikolaïevitch Kokovtsov (en russe : Владимир Николаевич Коковцов) né le 6 avril 1853 à Novgorod et mort le 29 janvier 1943 à Paris est un homme politique russe.
Il fut ministre des Finances du 5 février 1903 au 24 octobre 1905 et du 26 avril 1906 au 30 janvier 1914, et président du Conseil d'État de 1911 à 1914.

## Carrière politique
Vladimir Nikolaïevitch Kokovtsov siégea au Conseil d'État impérial. Il fut nommé à plusieurs fonctions ministérielles. Entre 1892 et 1903, il fut secrétaire d'État des Finances dans le ministère Serge Witte. En 1904, Nicolas II le nomma ministre des Finances. En 1906, il démissionna lors de la nomination de Serge Witte au poste de président du Conseil d'État. 
Kokovtsov fut nommé président du Conseil après l'assassinat de Pierre Stolypine (1er septembre 1911). Pendant ce mandat il garda le porte-feuille de ministre de l'Intérieur, il fut remplacé par Alexandre Protopopov. 
Lors de sa retraite, Nicolas II le fit comte.

## Relations avec Witte
Dans son autobiographie, Serge Witte mentionna Kokovtsov comme l'un de ses assistants les plus brillants et laissa son assistant gérer lui-même certaines affaires, notamment certaines réformes dans les Finances de la Russie impériale. 
De nombreux différends les opposèrent  et les deux hommes refusèrent de travailler ensemble entre 1905 et 1906. La cause de ces différences d'opinions ont pour origine des conflits concernant le cours des actions lors d'une importante négociation de prêt qui eut lieu entre 1905 et 1906. Les différends opposant les deux hommes se révélèrent au sein du Conseil d'État. Ils s'opposèrent sur diverses questions.
De nombreux historiens déclarèrent que ces différends furent causés par Witte, qui désirait faire son retour à la présidence du Conseil d'État. Les grandes compétences de Kokovtsov firent de ces deux hommes des rivaux pour l'accession à la fonction de président du Conseil d'État. D'autres évoquent des différends mineurs et exagérés, de telle sorte que ces deux hommes opposés en politique auraient pu sauvegarder les réformes financières en unissant leurs efforts pour les mettre en œuvre dans les années 1890 et au début des années 1900. La visite de Vladimir Kokovtsov à Serge Witte souffrant de la maladie qui l'emporta est de notoriété publique.

## Exil
Après la Révolution russe, en novembre 1918, Kokovtsov émigra en Finlande puis à Paris. Il fut l'une des figures emblématiques de la société russe émigrée, il le demeura jusqu'à sa mort. En 1921, Kokovtsov a fondé, avec Vladimir Bourtzeff, et est devenu président du Comité national russe. À sa mort, il était grand-croix de la Légion d'honneur et président directeur général à la Banque internationale du commerce.

## Décès et inhumation

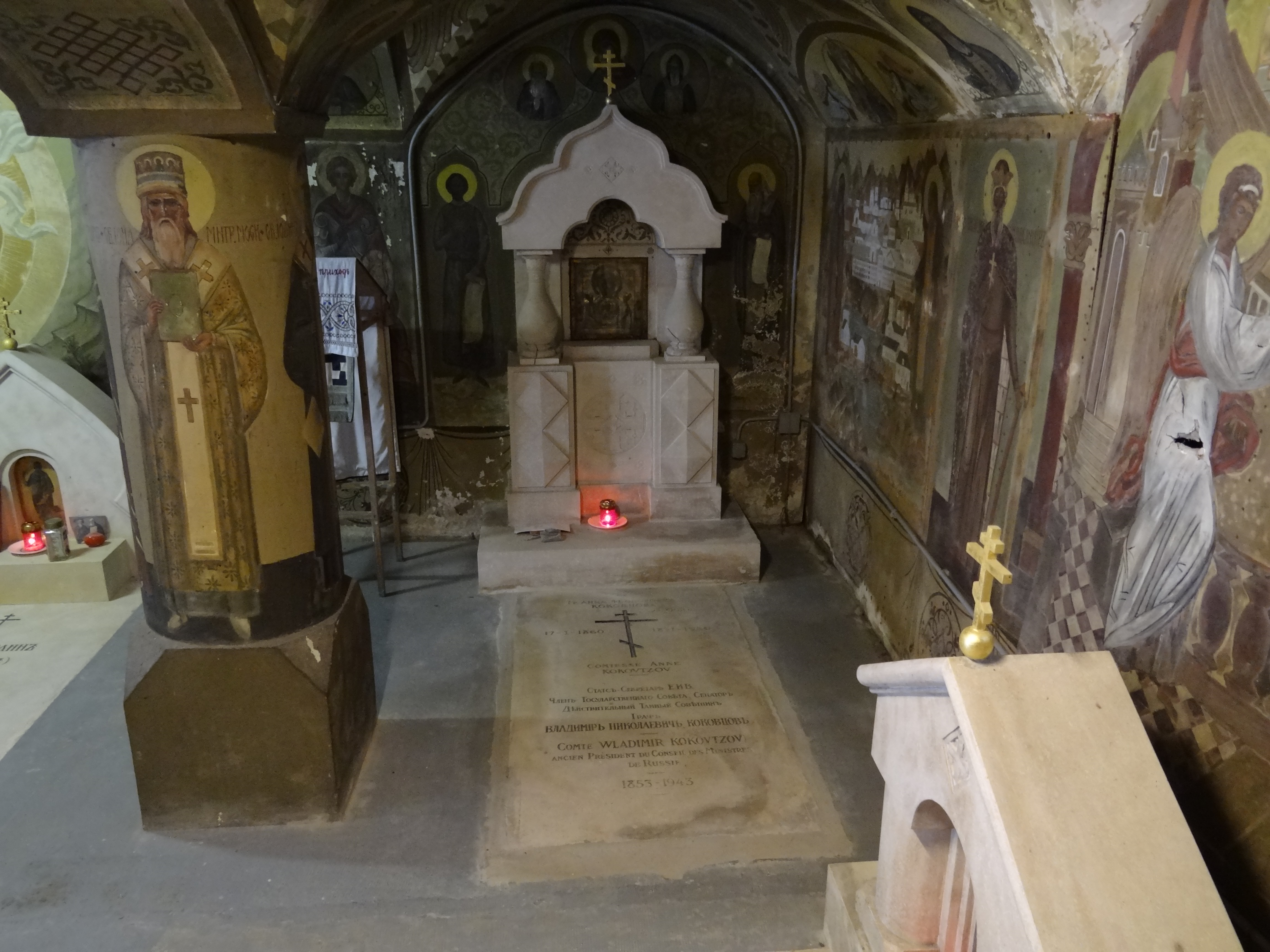
La tombe de Vladimir Nikolaïevitch Kokovtsov dans la crypte de l'église Notre-Dame-de-la-Dormition de Sainte-Geneviève-des-Bois.

Vladimir Kokovtsov mourut en 1943 dans le 8e arrondissement de Paris. Il fut inhumé dans la crypte de l'église de l'Assomption au cimetière russe de Sainte-Geneviève-des-Bois.

## Publications
- 1903-1919, 2 tomes en russe, Paris, 1933 ; réédition  (ISBN 9785020121263) ; Moscou, Nauka, 1992 ; réédition Éd. Kharvest, 2004  (ISBN 985-13-1814-0).
- Out of my Past: The Memoirs of Count Kokovtsov, traduit du russe par Laura Matveev, Stanford University Press California, 1935 et H. Milford, Oxford University Press, 1935, 615 p.
- Le bolchévisme à l'œuvre : la ruine morale et économique dans le pays des Soviets, préface de Raymond Poincaré, Paris, Éd. Marcel Giard, 1931, 378 p.